# أندرو ملفيل
كان أندرو ملفيل (1 أغسطس 1545 - 1622) باحثًا اسكتلنديًا وعالمًا باللاهوت وشاعرًا ومصلحًا دينيًا. شجعت شهرته الباحثين من القارة الأوروبية على الدراسة في غلاسكو وسانت أندروز.
ولد في بالدوفي، وهو الابن الأصغر لريتشارد ملفيل من بلدوفي، وجيلز، ابنة توماس أبيركرومبي من مونتروز. وتلقى تعليمه في مدرسة القواعد في مونتروز وجامعة سانت أندروز. ذهب لاحقًا في عام 1564 إلى فرنسا، ودرس القانون في بواتييه. وأصبح عضوًا في مجلس أمناء كلية مارسيون، وشارك في الدفاع عن بواتييه ضد جماعة الهوغونوت. انتقل من بعدها إلى جنيف حيث عُين أستاذًا للعلوم الإنسانية. وعاد إلى اسكتلندا عام 1574 فعُين مديرًا لجامعة غلاسكو في خريف العام ذاته. وقدم مساهمة كبيرة لترسيخ الجامعة على أسس لائقة واستحدث أربعة أستاذيات في اللغات والعلوم والفلسفة واللاهوت. وكُلف بالتزامن مع ذلك بمنصب قس مدينة غوفان في 13 يوليو 1577. وانتُخب ملفيل مشرفًا على الجمعية العامة لكنيسة اسكتلندا في 24 أبريل 1578. وعارض النزعة الأسقفية في الكنيسة، وكان له دور فعال في ترسيخ نموذج الحكم المشيخي. وساهم مساهمة فعالة في إعادة تشكيل الجامعات الاسكتلندية، وخاصة جامعة سانت أندروز؛ خُصصت كلية سانت ماري بعد ذلك للاهوت، وعُين ملفيل مديرًا لها في نوفمبر 1580. انتُخب مرة أخرى مشرفًا على الجمعية العامة في 24 أبريل و27 يونيو 1582 و20 يونيو 1587. وكان له في جمعية أكتوبر 1581 دور فعال في الطعن بروبرت مونتغمري، أسقف غلاسكو، بسبب الممارسات السيمونية.
عُين ملفيل في لجنة لمقابلة جيمس السادس في عام 1582، بهدف تقديم احتجاج وعرض التماس له، بالرغم من مناشدات أصدقائه بعدم فعل ذلك. وفي 15 فبراير 1584، استُدعي للمثول أمام المجلس الخاص بتهمة الخيانة المزعومة في خطبة أُلقيت في سانت أندروز في يونيو الماضي، وصدر أمرٌ بسجنه في بلاكنيس، لكن أصدقائه ساعدوه على الفرار إلى إنجلترا. وعقب سقوط إيرل أران، عاد إلى اسكتلندا وأعاده البرلمان في لينليثغو إلى عمله في ديسمبر 1585. وفي عام 1590 أصبح رئيسًا لجامعة سانت أندروز، منصبٌ شغله حتى عام 1597، وخلال تتويج الملكة في 17 مايو 1590، ألقى قصيدة باللغة اللاتينية، بعنوان ستيفانيسكيون. وعُين مرة أخرى مشرفًا على الجمعية العامة، في 7 مايو 1594، ولكن في زيارة تفقدية قام بها الملك للجامعة في يونيو 1597، حُرم من منصبه. والتحق بالجمعية العامة في دندي، مارس 1598، ولكن الملك أمره بالانسحاب.
وفي عام 1599 تعين عميدًا لكلية اللاهوت. وكان وراء الانتقادات التي وجهها سينودس فايف في عام 1599 إلى بعض الطروحات في باسيليكون دورون، الذي كتبه الملك. وطالب، دون جدوى، بحقه بالاجتماع في الجمعية في مونتروز بمارس 1600، لكنه نجح بذلك في برنتايلند في مايو 1601. وشارك في الاجتماع الذي عُقد في أبردين عام 1605 وقدم، مع آخرين، احتجاجًا أمام البرلمان في بيرث عام 1606 من أجل حق الاجتماع الحر. واستُدعي على إثر ذلك مع آخرين إلى لندن، من أجل المثول أمام المجلس الخاص الإنجليزي لكتابته قصيدة لاتينية قاسية وساخرة ضد الملحقات الكمالية للعبادة الأنجليكانية ووُضع في عهدة جون أوفيرال، عميد سانت بول، وبعدها تحت وصاية بيلسون، أسقف وينشستر. وأُحضر مرة أخرى للمثول أمام المجلس الخاص، فاندفع في خطبة عصماء ثائرة ضد تلك الهيئة وأُودع بالحبس الانفرادي في البرج. وبعد أن أُطلق سراحه، عينه هنري دي لا تور، دوق بويون، رئيسًا لقسم لاهوت الكتاب المقدس في جامعة سيدان، فانطلق ملفيل إلى فرنسا في 19 أبريل 1611. وتوفي دون زواج بعد سلسلة من الأمراض في سيدان عام 1622.

## تنقلاته والدراسة في أوروبا
في عام 1564، عندما كان في التاسعة عشرة، انطلق إلى فرنسا لإكمال تعليمه في جامعة باريس. وبعد تخرجه في سانت أندروز، عاد إلى فرنسا في خريف عام 1564، ووصل إلى باريس من دييب بعد رحلة طويلة ومضطربة. وقد اكتسب بحلول ذلك الوقت طلاقة كبيرة في اللغة اليونانية، وتعلم اللغات الشرقية، ودرس الرياضيات والقانون، وتأثر ببيتر راموس، فنقل أساليبه الجديدة بالتدريس إلى اسكتلندا في وقت لاحق. وحضر أيضًا الدورة الأخيرة من المحاضرات التي ألقاها أدريان تورنيب، أستاذ اللغة اليونانية، وكذلك محاضرات بيتر راموس، فأدخل طريقة راموس الفلسفية وخطة تدريسه إلى جامعات اسكتلندا لاحقًا. وفي باريس أيضًا، درس العبرية على يد جان مرسييه، أحد كبار دارسي العبرية وآدابها في ذلك الوقت. وذهب من باريس إلى بواتييه (1566) لدراسة القانون المدني، وأصبح على الفور فيما يبدو أمينًا في كلية مارسيون، بالرغم من أنه كان في الواحدة والعشرين فقط. وبعد ثلاث سنوات، أجبرته المشاكل السياسية على مغادرة فرنسا، وتوجه إلى جنيف، حيث رحب به ثيودور بيزا، فتعين بتزكية منه أستاذًا للعلوم الإنسانية في أكاديمية جنيف.

## أكاديمي اسكتلندي
بالإضافة إلى التدريس، واصل ملفيل دراسة الأدب المشرقي، واكتسب معرفة خاصة باللغة السريانية من كورنيليوس بيرترام، أحد زملاءه الأساتذة. وفي بدايات عام 1572 بجنيف، التقى مع جوزيف سكاليغر وفرانسيس هوتمان، اللذان استقرا في تلك المدينة عام 1572 بعد المذبحة التي وقعت في يوم القديس بارتيميلي. وحين كان يعيش في جنيف، تسببت مذبحة سان بارتيميلي في 1572 بتوافد أعداد هائلة من اللاجئين البروتستانت إلى تلك المدينة، بمن فيهم العديد من الأدباء الفرنسيين الأكثر تميزًا في ذلك الوقت. وكان من بينهم العديد من الرجال المتعمقين بالقانون المدني والعلوم السياسية، فعزز التواصل معهم إلمام ملفيل ووسع أفكاره عن الحرية المدنية والكنسية.
عاد ملفيل إلى اسكتلندا عام 1574، وتعين على الفور تقريبًا رئيسًا لجامعة غلاسكو، وشرع بتجديدها. وإلى جانب واجباته في الجامعة، أُسند إليه منصب قس كنيسة غوفان، المجاورة.
اعتزم ملفيل على إنشاء نظام تعليمي ذو مستوى رفيع. فوسع المناهج الدراسية، واستحدث مناصب تدريسية في اللغات والعلوم والفلسفة واللاهوت، وأُقر عليها رسميًا عام 1577. وبعد أن ذاع صيته، توافد الطلاب من جميع أنحاء اسكتلندا وخارجها. وساعد في ترميم جامعة أبردين عام 1575، وعُين رئيسًا لكلية سانت ماري التابعة لجامعة سانت أندروز، في عام 1580، بهدف تطويرها كما فعل في غلاسكو. وشملت واجباته هناك على تدريس علم اللاهوت واللغات العبرية والكلدية والسريانية والحاخامية.
وبصفته عضو في الجمعية العامة، كان له دور بارز في جميع إجراءات تلك الهيئة ضد الأسقفية؛ ولأنه كان راسخًا في معارضته لهذا النموذج من الحكم الكنسي، فقد لُقب بجلاد الأساقفة، أو سوط الأساقفة. وظهرت شجاعته في إحدى المرات من خلال مواجهة جرت في أكتوبر 1577، بينه وبين الوصي مورتون، عندما قال الأخير، غاضبًا من أعمال الجمعية: «لن يكون ثمة طمأنينة في هذه البلاد حتى تُعدم نصف دزينة منكم أو تُنفى!»، فقال ملفيل: «اصغ! يا سيدي، هدد حاشيتك بهذه الطريقة! فهو سيان بالنسبة لي إن تعفنت في الفضاء أم في الأرض. الأرض للرب.. حيثما الله ثمة وطن. وإني مستعد للتخلي عن حياتي حيث لم تكن مصانة كفاية، والله من يشاء. لقد عشت خارج بلادك عشر سنوات وكذلك فيها. والعزة لله، فلن يكون بمقدورك أن تشنق حقيقته أو تنفيها». لم يجرؤ مورتون على السخط من هذه العبارات الجريئة.
ابتكر ملفيل أسلوبًا في دراسة الأدب اليوناني. ومع ذلك، فإن الإصلاحات، التي تضمنتها أنماطه الجديدة في التدريس، وحتى بعض مذاهبه الجديدة، مثل عدم معصومية أرسطو، جعلته في صراع مع الأساتذة الآخرين في الجامعة.